# The Tonight Show Starring Jimmy Fallon
Pour les articles homonymes, voir The Tonight Show.
Ne doit pas être confondu avec Late Night with Jimmy Fallon.
The Tonight Show Starring Jimmy Fallon /ðə təˈnait ʃoʊ ˈstɑːrɪŋ ˈd͡ʒɪmi ˈfælən/ est une émission de télévision américaine, de type late-night show, présentée par l'humoriste Jimmy Fallon et diffusée depuis le 17 février 2014, en troisième partie de soirée, sur le réseau de télévision NBC. Il s'agit de la septième incarnation du Tonight Show, et Jimmy Fallon en est son sixième animateur.
La création de l'émission fait suite à l'annonce de départ à la retraite de Jay Leno, animateur de la quatrième incarnation du The Tonight Show entre 1994 et 2014. À la différence de la précédente version, l'émission est réalisée à New York, et c'est la formation musicale The Roots, fidèle à Jimmy Fallon depuis plusieurs années, qui remplace le NBC Orchestra au poste de groupe en résidence.

## Format
L'émission The Tonight Show animée par Jimmy Fallon reprend de nombreux éléments de sa précédente émission Late Night with Jimmy Fallon. Son déroulement est typique des émissions dite de late-night show, mêlant humour façon comedy club et talk-show, diffusé quotidiennement en troisième partie de soirée. Les émissions de ce type se déroulent en public, et comportent généralement un monologue d'introduction, diverses séquences humoristiques suivies d'un ou deux entretiens de personnalités publiques. L'émission s'achève par la prestation d'un invité musical ou d'un humoriste débutant.

### Ouverture et monologue
Le show s'ouvre sur un générique, dont la musique est interprétée par la formation de hip-hop et orchestre de l'émission The Roots, et au cours duquel la voix off de Steve Higgins annonce le nom des invités. Il s'ensuit le monologue d'introduction de Jimmy Fallon, qui passe généralement en revue, de façon humoristique, l'actualité du jour.

### Sketchs
L'émission comporte plusieurs rubriques humoristiques récurrentes qui contribuent à l'identité de l'émission. La plupart sont reprises de son ancienne émission Late Night. On compte parmi celles-ci :
- Les « Pros and Cons » séquence dans laquelle Jimmy Fallon pèse le pour et le contre de situations toujours en rapport avec un thème qui fait l'actualité ;
- Les « Tonight Show Superlatives », séquence où Jimmy Fallon se moque de sportifs en notant leurs ressemblances avec d'autres personnages connus ou fictifs ;
- les « hashtags », séquence où les internautes peuvent participer via le réseau social Twitter en commentant un hashtag sur un thème précis donné la veille ;
- les « Thank You Notes » séquence où Jimmy Fallon remercie via des cartes des personnalités, des objets ou évènements, le tout, sur une musique propice à la reflexion et jouée par le pianiste James. Cette séquence revient chaque vendredi après le monologue d'ouverture.

## Historique
Le 25 juillet 2018, le groupe Toots and the Maytals qui a sorti la première chanson à utiliser le mot « reggae » avec « Do the Reggay » en 1968, a joué leur nouvelle chanson « Marley », un hommage à Bob Marley, en live pour la première fois lors de The Tonight Show Starring Jimmy Fallon,.

## Production et tournage
L'émission est tournée aux alentours de 17 h au studio 6B, situé au 6e niveau (ou 5e étage) du GE Building, au 30 Rockefeller Center, dans la ville de New York.
L'orchestre qui interprète les transitions musicales est la formation de hip-hop The Roots. La voix off est celle de Steve Higgins, qui participe également à la première partie de l'émission et apparaît derrière un pupitre.

## Renouvellement
NBC a confirmé le 11 août 2015 que l'émission était renouvelée jusqu'à l'automne 2021.

## Diffusion
L'émission est retransmise, en direct ou en différé, sur plusieurs chaînes à travers le monde, dont :
- en Australie sur The Comedy Channel, en différé depuis le 18 février 2014,
- au Canada sur la chaîne CTV Two, diffusée en même temps que la diffusion américaine en substitution simultanée,
- en France : 
  - sur MCM, en différé dès le 23 septembre 2014 à août 2015.
  - sur Canal+, depuis le 5 septembre 2016 : l'émission est diffusée en différé du lundi au vendredi à 18 h 15, en crypté. Elle attire moins de 50 000 téléspectateurs, soit 0,2% de part d'audience[6]. Elle est aussi rediffusée sur Canal+ Décalé et Canal+.
- en Europe : en direct et en différé en version originale sur CNBC Europe.